# Konstantin von Neurath
Konstantin Hermann Karl Freiherr von Neurath (Vaihingen an der Enz, 12 febbraio 1873 – Vaihingen an der Enz, 14 agosto 1956) è stato un politico, diplomatico e criminale di guerra tedesco.
Fu ministro nella Repubblica di Weimar e poi nel Terzo Reich (dal 1932 al 1938) e governatore (Reichsprotektor) di Boemia e Moravia (1939-1941).

## Biografia

### La carriera diplomatica
Nato nel Württemberg da una famiglia dell'aristocrazia minore di origini sveve, studiò legge a Tubinga e Berlino. Dopo essersi diplomato, nel 1892 lavorò in uno studio legale della sua città, fino a quando, nel 1901, entrò nella pubblica amministrazione a Berlino, nel dipartimento affari esteri. Nel 1903 fu assegnato in forza all'ambasciata di Londra con le mansioni di vice-console e nel 1909 diventò Legationsrat (consigliere di legazione) all'ambasciata. Nel 1914 fu inviato all'ambasciata di Costantinopoli.
Durante la prima guerra mondiale fu ufficiale in un reggimento di fanteria fino al 1916, quando fu ferito gravemente. Nel mese di dicembre del 1914 fu insignito della Croce di Ferro. Dopo il ferimento tornò alla carriera diplomatica in Turchia, e verso la fine della guerra guidò il governo del Württemberg.
Nel 1919 tornò alla diplomazia, inviato come plenipotenziario in Danimarca all'ambasciata di Copenaghen. Dal 1921 al 1930 fu ambasciatore a Roma, città dalla quale tornò con un'impressione non eccezionale del fascismo. Preso in considerazione per il governo di Paul von Hindenburg nel 1929, nel 1930 tornò a guidare l'ambasciata tedesca a Londra.

### La carriera politica
Nel mese di giugno del 1932 tornò in Germania per diventare ministro degli esteri nel governo di Franz von Papen: in quell'incarico fu confermato nei successivi governi guidati da Kurt von Schleicher ed Adolf Hitler e fu coinvolto nel recesso tedesco dalla Società delle Nazioni del 1933, nelle negoziazioni dell'accordo navale anglo-tedesco (1935) e nella rioccupazione della Renania. Nel 1937 Neurath adempì all'obbligo di aderire al NSDAP, e nel mese di settembre dello stesso anno fu insignito del titolo onorario di Obergruppenführer delle SS. 
Inoltre rifiutó l'offerta di Hitler di ampliare la propria villa a spese dello Stato perché ritenuta non adatta ad un Ministro degli Esteri.
Il 4 febbraio 1938 si dimise da ministro degli Esteri perché riteneva che il suo incarico fosse stato reso marginale e perché non condivideva gli aggressivi piani di guerra di Hitler, definiti nel Memorandum di Hossbach (1937). Il suo successore fu Joachim von Ribbentrop, ma Neurath restò nel governo come ministro senza portafoglio.
Nel mese di marzo 1939 fu nominato governatore del Reichsprotektorat di Boemia e Moravia: qui instaurò le leggi tedesche per il controllo della stampa e abolì i partiti politici ed i sindacati. Nei mesi di ottobre e novembre dello stesso anno ordinò una dura repressione delle proteste degli studenti, ma fu considerato poco zelante nel controllo della resistenza ceca. Nel mese di settembre del 1941 fu sollevato dai poteri ordinari e rimpiazzato da Reinhard Heydrich. Neurath tentò di dimettersi nello stesso anno, ma la rinuncia al mandato non fu accettata fino al mese di agosto del 1943.

### Il processo di Norimberga
Processato a Norimberga nel 1946, fu difeso da Otto von Ludinghausen. Gli Alleati lo accusarono di «cospirazione per commettere crimini contro la pace; di aver pianificato, dato inizio e portato avanti guerre di aggressione; di crimini di guerra e contro l'umanità». Giudicato colpevole dalle potenze alleate su tutti i quattro  reati contestati, fu condannato a 15 anni di prigione. Degli imputati giudicati colpevoli di tutti i quattro crimini, fu l'unico a non essere condannato a morte. Fu detenuto nel carcere di Spandau fino al 1954, quando fu rilasciato perché malato, avendo avuto un infarto. Morì due anni dopo, all'età di 83 anni; venne sepolto nel Cimitero di Kleinglattbach.